# Intel Atom
Intel Atom — торгова марка для серії x86-сумісних процесорів, розроблених Intel. Під час розробки процесори були відомі під кодовими назвами Silverthorne та Diamondville. Мікропроцесори Silverthorne і Diamondville були розроблені для виготовлення за допомогою технології КМОН 45 нм, і призначені для застосування в ультрамобільних комп'ютерах, комунікаторах та інших портативних пристроях, для яких важлива мала споживана потужність.